# Таниця-Дольна
Таниця-Дольна (пол. Tanica Dolna) — село в Польщі, у гміні Міхалово Білостоцького повіту Підляського воєводства.
Населення — 21 особа (2011).
У 1975-1998 роках село належало до Білостоцького воєводства.

## Демографія
Демографічна структура станом на 31 березня 2011 року:
|          | Загалом | Допрацездатний вік | Працездатний вік | Постпрацездатний вік |
| -------- | ------- | ------------------ | ---------------- | -------------------- |
| Чоловіки | 13      | 3                  | 8                | 2                    |
| Жінки    | 8       | 2                  | 2                | 4                    |
| Разом    | 21      | 5                  | 10               | 6                    |